# USBメモリ販売預託商法
USBメモリ販売預託商法（ユーエスビーメモリはんばいよたくしょうほう）は、USBメモリを商材とする預託商法。

## 概要
電話やカラオケなどのいくつかのアプリが入ったUSBメモリ（USBフラッシュドライブ）を数十万円の高額で販売し、これを販売預託して海外でレンタルすることで高い配当を得るというもの。V社が2019年7月から始め北海道から沖縄まで全国で展開。2021年3月、実際の運用収益はほとんどなく自転車操業の状態であるのに実態を隠して勧誘しているのは特定商取引法違反であるとして消費者庁がV社に業務停止命令を出した。

## 被害
消費者庁によるとV社は同商法で2019年10月から21年2月までに少なくとも674億円を売り上げた。33都道府県の消費生活センターにV社について253件の相談があり、契約額の平均は425万円。最高は約3700万円だった。

## 引用
1. ↑  “社名変え預託商法「V」社 消費者庁が公表、注意呼び掛け”. 毎日新聞. 2021年5月30日閲覧。
2. ↑  “USB預託商法で巨額被害の恐れ V社に業務停止命令 運用収益はほとんどなく、自転車操業状態で勧誘”. zakzak (2021年3月22日). 2021年5月30日閲覧。
3. ↑  INC, SANKEI DIGITAL (2021年3月22日). “USBメモリー預託商法に業務停止命令 V社に消費者庁”. 産経ニュース. 2021年5月30日閲覧。
4. ↑  共同通信 (2021年3月23日). “販売預託商法で674億円売上 「V社」の業務停止発表 ｜ 共同通信”. 共同通信. 2021年5月30日閲覧。